# Гексацианоферрат(II) никеля
Гексацианоферрат(II) никеля — неорганическое соединение,
соль никеля и железистосинеродистой кислоты
с формулой Ni2[Fe(CN)6],
не растворяется в воде,
образует кристаллогидрат — серо-зелёные кристаллы.

## Получение
- Реакция железистосинеродистой кислоты и хлорида никеля(II):

{\displaystyle {\mathsf {2NiCl_{2}+H_{4}[Fe(CN)_{6}]\ {\xrightarrow {}}\ Ni_{2}[Fe(CN)_{6}]\downarrow +4HCl}}}

## Физические свойства
Гексацианоферрат(II) никеля образует кристаллы
кубической сингонии,
пространственная группа F m3m,
параметры ячейки a = 1,000 нм, Z = 4.
Не растворяется в воде.
Образует кристаллогидрат состава Ni2[Fe(CN)6]•11H2O — серо-зелёные кристаллы.
При хранении на воздухе окисляется и приобретает жёлто-коричневый цвет.